# Tasiocera longiana
Tasiocera longiana är en tvåvingeart som beskrevs av Alexander 1952. Tasiocera longiana ingår i släktet Tasiocera och familjen småharkrankar. Inga underarter finns listade i Catalogue of Life.